# Уорд, Пендлтон
Уорд Тейлор Пендлтон Джонстон, более известный как Пендлтон Уорд (англ. Ward Taylor Pendleton Johnston, Pendleton Ward; род. 23 сентября 1982, Сан-Антонио, штат Техас, США) — американский аниматор, сценарист, продюсер, и актёр озвучивания. Создатель мультсериалов «Время приключений», «Храбрейшие воины» и сериала-интервью для взрослых «Полуночная проповедь».

## Ранние годы
Уорд увлекся анимацией в раннем возрасте, вдохновлённый матерью, которая является художником и работала с аниматорами. Он начал рисовать флипбуки в первом классе. Он часто работал со своим лучшим другом, Алеком «Локдогом» Коутсом, над короткими комиксами.
Уорд учился в Калифорнийском институте искусств, где сблизился с Дж. Дж. Куинтелом и Алексом Хиршем. Эрик Хоман, вице-президент Frederator Studios, предложил Уорду работу в студии после просмотра одного из его фильмов на ежегодных показах анимации Калифорнийского института искусств.

## Карьера
В 2002—2003 годах Уордом был опубликован веб-комикс под названием «Буэно Медведь», который позже он называл «ужасным». Тем не менее, он сохранил название buenothebear для своего веб-сайта и в качестве названия своего аккаунта в «Твиттере». Уорд создал студенческий мультфильм под названием Barrista, где главным героем также был Буэно Медведь, и который был позже выпущен Frederator Studios.
Пендлтон Уорд продолжал работать над разными мультфильмами для Frederator Studios, в том числе над мультфильмами, которые транслировались на телеканале Nicktoons. Там он работал с людьми, которые позже присоединились к команде мультсериала «Время приключений». Первая серия «Времени приключений» была выпущена в 2006 году и стала очень популярна в интернете, набрав более миллиона просмотров к ноябрю 2007 года. Изначально Уорд предлагал «Время приключений» для трансляции телеканалу Nickelodeon, однако получил отказ. Через некоторое время мультсериал купил телеканал Cartoon Network.
В 2007 году Уорд начал работать как сценарист и художник-раскадровщик над первым сезоном мультсериала Cartoon Network «Удивительные злоключения Флэпджека». В этом проекте Уорд сотрудничал с режиссёром первого сезона мультсериала «Обычный мультик» Майком Ротом и создателем мультсериала «Гравити Фолз» Алексом Хиршем.
В 2012 году Frederator Studios перезапустила ранний проект Уорда «Храбрейшие воины», превратив его в веб-мультсериал, однако сам Уорд почти не принимал участие в этом проекте. Премьера мультсериала состоялась осенью 2012 года на YouTube-канале Cartoon Hangover.
В середине пятого сезона мультсериала «Время приключений» Уорд отказался от поста шоураннера, сказав, что эта работа негативно влияет на его «качество жизни». В интервью журналу Rolling Stone в октябре 2014 года Уорд заявил: «Я ушёл, потому что это сводило меня с ума». Тем не менее, он продолжил работать над мультсериалом в качестве сценариста, художника-раскадровщика и исполнительного продюсера. В интервью изданию Indiewire перед выходом седьмого сезона «Времени приключений» новый шоураннер Кент Осборн заявил, что Уорд перестал писать сценарии для эпизодов в начале седьмого сезона, но все ещё вносит вклад в общее дело.

## Фильмография

### Мультипликация
| Год       | Название                           | Оригинальное название                   | Сценарист    | Режиссёр   | Продюсер     | Актёр       | Роль                                 |
| --------- | ---------------------------------- | --------------------------------------- | ------------ | ---------- | ------------ | ----------- | ------------------------------------ |
| 2007—2009 | Случайно! Мультфильмы              | Random! Cartoons                        | Да (3 эп.)   | Да (3 эп.) | Да (3 эп.)   | Да (1 эп.)  | старик / Авраам Линкольн             |
| 2008—2009 | Удивительные злоключения Флэпджека | The Marvelous Misadventures of Flapjack | Да (11 эп.)  |            |              | Да (1 эп.)  | главный на паруснике / первый гребец |
| 2010—2018 | Время приключений                  | Adventure Time                          | Да (273 эп.) |            | Да (251 эп.) | Да (86 эп.) | разные персонажи                     |
| 2012      | —                                  | Adventure Time: The Wand                |              |            |              | Да          | принцесса бугристого пространства    |
| 2012—2018 | Храбрейшие воины                   | Bravest Warriors                        | Да (87 эп.)  |            |              | Да (1 эп.)  | компьютер                            |
| 2014      | По ту сторону изгороди             | Over the Garden Wall                    | Да (1 эп.)   |            |              |             |                                      |
| 2014—2016 | Би и ПаппиКэт                      | Bee and PuppyCat                        | Да (1 эп.)   | Да (1 эп.) |              |             |                                      |
| 2015      | Дядя Деда                          | Uncle Grandpa                           | Да (1 эп.)   | Да (1 эп.) |              | Да (1 эп.)  | Дядя Деда / Стив                     |
| 2016      | Симпсоны                           | The Simpsons                            |              |            |              | Да (1 эп.)  | певец в заставке                     |
| 2020      | Полночные откровения               | The Midnight Gospel                     | Да (8 эп.)   | Да (8 эп.) | Да           |             |                                      |

### Игры
| Год  | Название                                                     | Сценарист | Актёр | Роль                                                |
| ---- | ------------------------------------------------------------ | --------- | ----- | --------------------------------------------------- |
| 2012 | Adventure Time: Hey Ice King! Why'd You Steal Our Garbage?!! | Да        | Да    | Принцесса Бугристого Пространства                   |
| 2013 | Adventure Time: Explore the Dungeon Because I Don’t Know!    | Да        | Да    | разные персонажи                                    |
| 2014 | Cartoon Network Superstar Soccer: Goal!!!                    | Да        |       |                                                     |
| 2014 | Adventure Time: The Secret of the Nameless Kingdom           | Да        | Да    | Принцесса Бугристого Пространства                   |
| 2014 | Broken Age                                                   |           | Да    | милый гусь                                          |
| 2015 | Adventure Time: Game Wizard                                  | Да        |       |                                                     |
| 2015 | Adventure Time: Finn & Jake Investigations                   | Да        | Да    | Принцесса Бугристого Пространства, Лесной Волшебник |
| 2015 | Lego Dimensions                                              |           | Да    | Принцесса Бугристого Пространства / снежный голем   |
| 2016 | The Lab                                                      |           | Да    | ядро личности                                       |
| 2018 | Bloons Adventure Time TD                                     | Да        |       |                                                     |